# Working Class Hero: The Definitive Lennon
Working Class Hero: The Definitive Lennon («Герой рабочего класса: Наиболее полный сборник Леннона») — двухдисковый альбом-сборник песен Джона Леннона, выпущенный лейблом Capitol Records 3 октября 2005 года (номер по каталогу CDP 0946 3 40391 2 3), в ознаменование 65-летия Леннона. Сборник содержит версии песен Джона Леннона, ремикшированные и ремастированные под контролем его вдовы Йоко Оно в период с 2000 по 2005 годы. Сборник был очень хорошо встречен публикой и критиками и достиг 11-го места в чарте альбомов Великобритании; заметно меньше был успех сборника в США, где в чарте альбомов Billboard 200 он стартовал на 135-м месте 22 октября 2005, продержавшись в чарте только три недели.

## Об альбоме
38 вошедших в сборник треков охватывают всю сольную карьеру Леннона; в сборник вошли все его песни, выходившие на синглах, за исключением посмертно выпущенной «Every Man Has A Woman Who Loves Him», но не всегда в той же версии или в той же редакции, в которой песня выпускалась первоначально. Представлены песни со всех восьми студийных альбомов Леннона, выпущенных с 1970 по 1984 год, а также в подборку входят все песни, выпущенные на ранее изданном сборнике Lennon Legend, и все (за исключением одной), выпущенные на сборнике The John Lennon Collection — но иногда не совсем в той же версии, чем выпускавшаяся раньше.
Бонусный DVD-диск, включенный в делюкс-издание Working Class Hero Deluxe Pack, выпущенное 23 октября 2008, является на самом деле DVD Lennon Legend.

## Список композиций
Слова и музыка всех песен — Джон Леннон, кроме указанных особо.
| №   | Название                                      | Альбом, на котором первоначально выпущен трек | Длительность |
| --- | --------------------------------------------- | --------------------------------------------- | ------------ |
| 1.  | «(Just Like) Starting Over»                   | Double Fantasy (1980)                         | 3:56         |
| 2.  | «Imagine»                                     | Imagine (1971)                                | 3:02         |
| 3.  | «Watching the Wheels»                         | Double Fantasy (1980)                         | 3:30         |
| 4.  | «Jealous Guy»                                 | Imagine (1971)                                | 4:14         |
| 5.  | «Instant Karma!»                              | Внеальбомный сингл (1970)                     | 3:20         |
| 6.  | «Stand by Me» (Кинг/Лейбер/Столлер)           | Rock ’n’ Roll (1975)                          | 3:26         |
| 7.  | «Working Class Hero»                          | John Lennon/Plastic Ono Band (1970)           | 3:48         |
| 8.  | «Power to the People»                         | Внеальбомный сингл (1971)                     | 3:22         |
| 9.  | «Oh My Love» (Леннон/Оно)                     | Imagine (1971)                                | 2:44         |
| 10. | «Oh Yoko!»                                    | Imagine (1971)                                | 4:18         |
| 11. | «Nobody Loves You (When You're Down and Out)» | Walls and Bridges (1974)                      | 5:07         |
| 12. | «Nobody Told Me»                              | Milk and Honey (1984)                         | 3:34         |
| 13. | «Bless You»                                   | Walls and Bridges (1974)                      | 4:37         |
| 14. | «Come Together» (Леннон — Маккартни)          | Live in New York City (1986)                  | 4:22         |
| 15. | «New York City»                               | Some Time in New York City (1972)             | 4:31         |
| 16. | «I'm Stepping Out»                            | Milk and Honey (1984)                         | 4:06         |
| 17. | «You Are Here»                                | Mind Games (1973)                             | 4:07         |
| 18. | «Borrowed Time»                               | Milk and Honey (1984)                         | 4:29         |
| 19. | «Happy Xmas (War Is Over)» (Леннон/Оно)       | Внеальбомный сингл (1971)                     | 3:37         |

| №   | Название                                        | Альбом, на котором первоначально выпущен трек | Длительность |
| --- | ----------------------------------------------- | --------------------------------------------- | ------------ |
| 1.  | «Woman»                                         | Double Fantasy (1980)                         | 3:33         |
| 2.  | «Mind Games»                                    | Mind Games (1973)                             | 4:12         |
| 3.  | «Out the Blue»                                  | Mind Games (1973)                             | 3:22         |
| 4.  | «Whatever Gets You Thru the Night»              | Walls and Bridges (1974)                      | 3:27         |
| 5.  | «Love»                                          | John Lennon/Plastic Ono Band (1970)           | 3:23         |
| 6.  | «Mother»                                        | John Lennon/Plastic Ono Band (1970)           | 5:34         |
| 7.  | «Beautiful Boy (Darling Boy)»                   | Double Fantasy (1980)                         | 4:01         |
| 8.  | «Woman Is the Nigger of the World» (Леннон/Оно) | Some Time in New York City (1972)             | 5:16         |
| 9.  | «God»                                           | John Lennon/Plastic Ono Band (1970)           | 4:09         |
| 10. | «Scared»                                        | Walls and Bridges (1974)                      | 4:36         |
| 11. | «#9 Dream»                                      | Walls and Bridges (1974)                      | 4:46         |
| 12. | «I'm Losing You»                                | Double Fantasy (1980)                         | 3:55         |
| 13. | «Isolation»                                     | John Lennon/Plastic Ono Band (1970)           | 2:51         |
| 14. | «Cold Turkey»                                   | Внеальбомный сингл (1969)                     | 5:01         |
| 15. | «Intuition»                                     | Mind Games (1973)                             | 3:08         |
| 16. | «Gimme Some Truth»                              | Imagine (1971)                                | 3:15         |
| 17. | «Give Peace a Chance»                           | Внеальбомный сингл (1969)                     | 4:50         |
| 18. | «Real Love»                                     | John Lennon Anthology (1998)                  | 4:12         |
| 19. | «Grow Old With Me»                              | John Lennon Anthology (1998)                  | 3:20         |

## Сертификации
| Регион                                                      | Сертификация | Продажи  |
| ----------------------------------------------------------- | ------------ | -------- |
| Канада (Music Canada)                                       | Золотой      | 50 000^  |
| Дания (IFPI Danmark)                                        | Платиновый   | 40 000   |
| Ирландия (IRMA)                                             | Золотой      | 7500^    |
| Великобритания (BPI)                                        | Золотой      | 100 000^ |
| ^ Данные о тиражах приведены только на основе сертификации. |              |          |